# Boophis vittatus
Espèce
Statut de conservation UICN

 VU B1ab(iii) : Vulnérable
Boophis vittatus est une espèce d'amphibiens de la famille des Mantellidae.

## Répartition
Cette espèce est endémique de Madagascar. Elle se rencontre entre 500 et 1 750 m d'altitude du nord-ouest de l'île jusqu'à la presqu'île de Masoala.

## Description
Boophis vittatus mesure de 23 à 25 mm pour les mâles. Son dos est beige avec parfois des taches plus foncées. Son ventre est blanc.

## Étymologie
Son nom d'espèce, du latin, vittatus, « orné de bandelettes », lui a été donné en référence à sa ligne longitudinale caractéristique.

## Publication originale
- Glaw, Vences, Andreone & Vallan, 2001 : Revision of the Boophis majori group (Amphibia: Mantellidae) from Madagascar, with descriptions of five new species. Zoological Journal of the Linnean Society, vol. 133, p. 495-529.